# Russische Badmintonföderationsmeisterschaft 2020
Die Russische Badmintonföderationsmeisterschaft 2020 wurde vom 27. bis zum 29. September 2020 in Gattschina ausgetragen. Sieger wurde das Team aus Moskau.

## Endstand
- 1. Moskau
- 2. Tatarstan
- 3. Baschkortostan
- 3. Oblast Nischni Nowgorod
- 5.	Oblast Moskau
- 6. Sankt Petersburg
- 7. Region Primorje
- 8. Oblast Tscheljabinsk
- 9. 	Oblast Leningrad
- 10. 	Region Perm
- 11. Oblast Samara
- 12. Region Stawropol